# سلور تياري
سلور التياري هي من عائلة السلور وهي تنتشر في جنوب شرق أسيا.

## التوزيع
- تعيش سمكة السلور التياري في المياه العذبة، وهي أساسا تعيش في بورنيو وسومطرة وساراوك.

## التصنيف
- الأسرة تضم ما لا يقل عن 42 نوعا، وزعت في 5 أجناس. وتصنف هذه العائلة مؤخرا.

## الوصف
- هي أسماك صغيرة مقارنة بمثيلاتها العملاقة وهي تحاكي بيئتها بالتلون.

## قائمة الأجناس
- Akysis
- Pseudobagarius
- Acrochordonichthys
- Breitensteinia
- Parakysis